# 安古兰库尔
安古兰库尔（法語：Aingoulaincourt，法語發音：[ɛ̃ɡulɛ̃kuʁ]）是法国上马恩省的一个市镇，位于该省东北部，属于圣迪济耶区。

## 地理
安古兰库尔（48°27'21"N, 5°17'10"E）面积5.1 平方千米，位于法国大東部大區上马恩省，该省份为法国东北部内陆省份，北起马恩省和默兹省，西接奥布省，西南接科多尔省，东南接上索恩省，东临孚日省。
与安古兰库尔接壤的市镇（或旧市镇、城区）包括：埃什奈、蒙特勒伊叙托南斯、庞塞、萨伊。

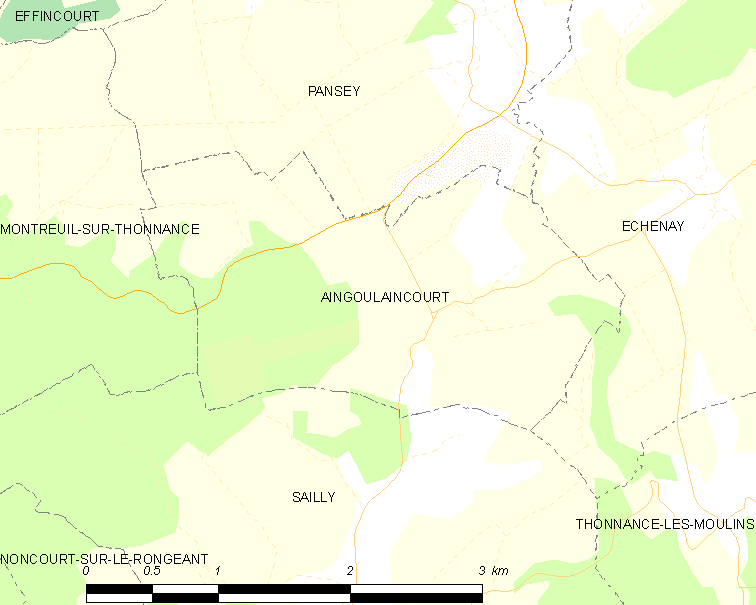
安古兰库尔的OSM定位图

安古兰库尔的时区为UTC+01:00、UTC+02:00（夏令时）。

## 行政
安古兰库尔的邮政编码为52230，INSEE市镇编码为52004。

## 政治
安古兰库尔所属的省级选区为普瓦松县。

## 人口

1962-2008年间安古兰库尔人口变化图示

安古兰库尔于2022年1月1日时的人口数量为11人。